# Kanton Maisons-Laffitte
Kanton Maisons-Laffitte (fr. Canton de Maisons-Laffitte) je francouzský kanton v departementu Yvelines v regionu Île-de-France. Skládá se ze dvou obcí.

## Obce kantonu
- Maisons-Laffitte
- Le Mesnil-le-Roi